# Sansevieria braunii
Sansevieria braunii ist eine Pflanzenart aus der Gattung Sansevieria in der Familie der Spargelgewächse (Asparagaceae). Das Artepitheton ehrt den deutschen Apotheker und Botaniker Carl Philipp Johann Georg Braun (1870–1935), der viele Jahre in Tansania verbracht hat.

## Beschreibung
Sansevieria braunii wächst stammlos als ausdauernde, sukkulente Pflanze mit 3 Zentimeter starken bräunlich orangefarbenen Rhizomen. Die gewöhnlich zwei Laubblätter sind lanzettlich-länglich. Die einfache Blattspreite ist 50 bis 70 Zentimeter lang und 7 bis 11 Zentimeter breit. Sie sind an der Basis leicht verschmälert, grün mit wenigen weißen Bändern oder Flecken und laufen in eine Spreitenspitze aus. Der Spreitenrand ist verhärtet und rotbraun.
Die einfach ährigen Blütenstände, mit einem zylindrischen, rötlichen Stiel sind bis zu 45 Zentimeter hoch. Die 15 Zentimeter im Durchmesser großen Rispen sind dicht mit Blüten besetzt. Das Tragblatt ist lanzettlich zugespitzt, etwa 20 Millimeter lang und dabei bis zu 6 Millimeter breit. Der Blütenstiel ist bis zu ein Zentimeter lang. Die Blütenhüllblätter sind weiß. Die Blütenröhre ist zirka 8,2 Zentimeter lang. Die Zipfel sind mehr oder weniger 2,5 bis 3 Zentimeter lang.

## Verbreitung
Sansevieria braunii ist in Tansania im Waldland im tiefen Schatten ab 500 bis 1160 Metern Höhe verbreitet.

## Taxonomie
Die Erstbeschreibung von Sansevieria braunii erfolgte 1911 durch Heinrich Gustav Adolf Engler und Kurt Krause (1883–1963).

## Nachweise